# 安全上路
Hello Saferide，台灣中譯為安全上路，瑞典籍女歌手，本名為Annika Norlin。據她表示，會取之安全上路的典故是來自於一個愛嗑藥的公車司機。她在朋友家錄下"Highschool Stalker"一曲放在網路而受到注意，因而被唱片公司找上門而出道。
她曾在2008年4月12日來台灣與瑞典歌手麻亞平澤、台灣歌手何欣穗一起在台北這牆the Wall表演。

## 外部連結
Hello Saferide官網（页面存档备份，存于）
怎麼混都好聽!